# Tatyana Velikanova
Tatyana Mikhailovna Velikanova (en ruso: Татья́на Миха́йловна Велика́нова, 3 de febrero de 1932, Moscú – 19 de septiembre de 2002, Moscú) fue una matemática, disidente soviética y veterana del movimiento de derechos humanos rusa. Fue editora del periódico clandestino A Chronicle of Current Events (Una crónica de los eventos actuales, en castellano) de 1968 a 1983.
Fue miembro fundador en 1969 del Grupo de Acción para la Defensa de los Derechos Humanos en la Unión Soviética, la primera organización de derechos humanos en la URSS desde 1918. Velikanova fue detenida en noviembre de 1979 por su participación política y la edición de la Crónica, y sentenciada a cuatro años en un campo de prisioneros y cinco años de exilio interno en agosto de 1980. En diciembre de 1987 rechazó una amnistía ofrecida por Mijaíl Gorbachov, como una de las últimas dos mujeres condenadas en virtud del Artículo 70 (la otra era Elena Sannikova). Velikanova decidió cumplir voluntariamente su sentencia de exilio hasta el final.

## Biografía
Nacida el 3 de febrero de 1932, Velikanova se graduó de la Facultad de Mecánica y Matemáticas de la Universidad Estatal de Moscú en 1954 en matemática. Tras recibirse, comenzó a trabajar como maestra en una escuela en los Urales. A partir de 1957, trabajó como programadora en Moscú.

### Participación en la disidencia (1968–1969)
Velikanova se convirtió en disidente en 1968. Ese año fue testigo de la manifestación de la Plaza Roja de 1968, una protesta abierta de ocho personas contra el aplastamiento de las reformas de la Primavera de Praga por la invasión de Checoslovaquia dirigida por los soviéticos. Velikanova había ido a la Plaza con uno de los manifestantes, su esposo Konstantin Babitsky, para declarar como testigo en la corte si fuera necesario. Al igual que los otros manifestantes, Babitsky fue arrestado en el acto. Fue sentenciado a tres años de exilio en la región del extremo norte de Komi. En el juicio, el testimonio de Velikanova fue distorsionado y utilizado contra Babitsky, lo que la llevó a decidir que nunca más volvería a participar en tales procedimientos judiciales. Tampoco participó en los procedimientos judiciales que la juzgaron en 1980. 
En mayo de 1969, junto con otros 14 disidentes, Velikanova cofundó el Grupo de Acción para la Defensa de los Derechos Humanos en la Unión Soviética. La organización trató de atraer la atención de la comunidad internacional, algo inusual para el movimiento disidente de la época. Una de las primeras acciones del grupo fue escribir a la Comisión de Derechos Humanos de la ONU en nombre de las víctimas de la represión política en la Unión Soviética. La apelación fue traducida y republicada casi instantáneamente en Occidente.
En 1970, Velikanova comenzó a contribuir al periódico samizdat A Chronicle of Current Events (Una crónica de los eventos actuales, en castellano), que era editado y distribuido de forma anónima. El periódico bimensual clandestino reunió informes provenientes de toda la URSS sobre violaciones de derechos civiles y procedimientos judiciales irregulares por parte de las autoridades soviéticas, y registró la respuesta a esas violaciones. Pronto se convirtió en la principal fuente de información rusa sin censura sobre represiones políticas durante la época de Leonid Brézhnev como líder del partido. Velikanova finalmente se convirtió en una de sus principales organizadoras y editoras. : 31–32 
Con el correr del tiempo aparecieron publicaciones similares en otras repúblicas soviéticas, como The Ukraine Herald y Chronicle of the Catholic Church en Lituania (Crónica de la Iglesia Católica en Lituania, en castellano). La información de estos periódicos era luego traducida al ruso e incluida en la Crónica de los eventos actuales. 

### Participación enCrónica(1974-1979)
En 1974, la KGB inició una gran represión en el boletín, arrestando a varios de sus editores y distribuidores, amenazando con hacer más arrestos, independientemente de la autoría, por cada número publicado de la Crónica.
Con el fin de desviar la presión de otros participantes y hacer hincapié en que la Crónica era, en su opinión, una publicación legal, tres de los involucrados decidieron abandonar el anonimato. El 7 de mayo, Tatyana Velikanova, Sergei Kovalev y Tatyana Khodorovich asumieron la responsabilidad pública en una conferencia de prensa en Moscú. Luego publicaron tres números retrasados, uno para diciembre de 1972 y dos para 1973 y una declaración de que "consideramos que es nuestro deber facilitar una circulación lo más amplia posible para [la Crónica]". : 32 
Sergei Kovalev fue arrestado a fines de 1974 y recibió un largo período de prisión y exilio interno en su juicio al año siguiente; Tatyana Khodorovich emigró de la URSS en 1977. En 1979, Velikanova junto con Arina Ginzburg, Malva Landa, Viktor Nekipelov y Andrei Sakharov exigieron un referéndum en los Estados Bálticos para permitirles determinar su propio destino político. Fue arrestada ese verano acusada de "propaganda antisoviética". Después de su arresto, varios disidentes prominentes, entre ellos Larisa Bogoraz, Elena Bonner, Sofiya Kalistratova y Lev Kopelev, formaron un "Comité para la Defensa de Velikanova". El Comité recopiló y difundió información sobre su caso. Casi quinientas personas firmaron una petición en defensa de Velikanova. Otros que la solicitaron de forma independiente fueron Andrei Sakharov, el filósofo Grigory Pomerants y el escritor Vladimir Voinovich.

### Juicio, sentencia y regreso a Moscú (1980–1988)
En su juicio en agosto de 1980, Velikanova se negó a defenderse, afirmando: "al participar en este juicio, estaría colaborando en un acto ilegal. Respeto la ley y, por lo tanto, me niego a participar en este juicio". 
Cuando se dictó el veredicto, Velikanova comentó: "La farsa ha terminado. Así que eso es todo". : 81  Había sido sentenciada a cuatro años en un campo de prisioneros, seguida de cinco años de exilio. Velikanova pasó su período de prisión en Mordovia, al este de Moscú, y en 1984 fue enviada al exilio interno en el oeste de Kazajistán. Un relato del tiempo de Velikanova en los campos de Mordovia se puede encontrar en Gray Is the Color of Hope, escrito por su compañera de prisión Irina Ratushinskaya.
En diciembre de 1987, Gorbachov ofreció una amnistía a las dos últimas prisioneras que aún cumplían una condena en virtud del Artículo 70 (agitación y propaganda antisoviética). Velikanova lo rechazó, exigiendo que sea rehabilitada y absuelta de cualquier delito. Al igual que otros presos políticos, Velikanova se negó a aceptar tales condiciones y cumplió su condena de exilio. : 86 

### Documental y muerte
A finales de 1989, Sergei Kovalyov, Tatiana Velikovanova y Alexander Lavut fueron entrevistados sobre sus actividades disidentes para la serie de televisión de siete partes "Red Empire" (Central TV), dirigida por Robert Conquest. Desafortunadamente, Granite Productions, la compañía que hizo la película, destruyó las cintas de la entrevista, que duró mucho más que el breve extracto que mostró a los tres charlando en la cocina de Alexander Lavut. 
Posteriormente, Kovalyov se convirtió en una figura familiar en la televisión rusa como el primer Defensor del Pueblo para los Derechos Humanos del país y miembro de sucesivas convocatorias del parlamento (Suprema Soviética, Duma Estatal). Velikanova y Lavut vivieron el resto de sus vidas en un relativo anonimato. Después de su regreso a Moscú a fines de 1988, Velikanova comenzó a trabajar en la escuela 57 de Moscú, enseñando matemáticas y lengua y literatura rusas.
Murió el 19 de septiembre de 2002.